# Cantone di Castelnau-Montratier
Il Cantone di Castelnau-Montratier era una divisione amministrativa dell'arrondissement di Cahors.
È stato soppresso a seguito della riforma complessiva dei cantoni del 2014, che è entrata in vigore con le elezioni dipartimentali del 2015.
Comprendeva i comuni di:
- Castelnau-Montratier
- Cézac
- Flaugnac
- Lhospitalet
- Pern
- Sainte-Alauzie
- Saint-Paul-de-Loubressac